# 都島事件
都島事件（みやこじまじけん）とは、朝鮮民主主義人民共和国から潜入したスパイが日本国内で活動および逮捕された事件。1968年（昭和43年）11月26日摘発（検挙）。1951年（昭和26年）に密入国した北朝鮮工作員が協力者の外国人登録証を偽造して当人になりすまし、自衛隊情報の収集や対韓工作をおこなっていたスパイ事件である。

## 概要
京林一郎こと鄭基龍（検挙当時45歳）は、1951年4月下旬ころ、大阪港から密入国し、身分を偽装するため、北朝鮮工作員として獲得した在日朝鮮人に外国人登録証明書の再交付を受けさせ、当人の外国人登録証に自身の写真を貼付して、本人になりすました。そして、
- 日本の防衛に関する情報収集
- 対韓国工作

などを、15年以上にわたっておこなっていた。
大阪府警察は、1968年11月26日、鄭を逮捕し、乱数表や暗号文書などスパイ活動を裏づける資料を押収した。
1969年（昭和44年）5月27日、大阪地方裁判所は鄭基龍に対し、外国人登録法違反、および公文書偽造罪で懲役1年2カ月、執行猶予3年の判決を下した。